# Gorice
Der Gorice (648 m) ist der höchste Berg der Insel Cres in Kroatien.

## Lage
Der Gorice befindet sich fast am nördlichen Ende der Insel Cres, die fast ausschließlich aus einem Höhenzug besteht, dessen höchste Erhebung der Gorice darstellt. In der Nähe verläuft die Landstraße D100, von der aus der Gorice in einer Wanderung via Sis und Mukova erreicht werden kann. Kürzer ist jedoch der Direktanstieg von Sveti Petar. Der Gipfelanstieg ist weglos und nicht markiert.